# The Mohawks
The Mohawks was een Amerikaanse sessieband, geformeerd door Alan Hawkshaw.

## Bezetting
- Alan Hawkshaw[2] (piano)
- Harry Palmer[3]
- Hesketh Graham[4]
- Les Hurdle[5] (basgitaar)
- Sidney Rodgers[6]

## Discografie

### Singles
- 1968: The Champ